# Памятник Андрею Первозванному (Москва)
Памятник Андрею Первозванному — памятник в виде распятого на Х-образном (Андреевском) кресте святого Андрея Первозванного, в память о репрессированных заключенных, которые строили канал имени Москвы, и на этом месте была их общая могила.
Установлен 13 декабря 2006 года, в день поминовения святого Андрея Первозванного на 76-м километре МКАД. Инициаторами установки выступили певица Вика Цыганова и её муж, Вадим Цыганов.